# بيل تورنبول
بيل تورنبول (بالإنجليزية: Belle Turnbull)‏ هي كاتِبة وشاعرة أمريكية، ولدت في 1881 في هاميلتون في الولايات المتحدة، وتوفيت في نوفمبر 1970 في دنفر في الولايات المتحدة.